# برببیا
برببیا (به ایتالیایی: Brebbia) یک کومونه در ایتالیا است که در استان وارزه واقع شده‌است.

## خصوصیات
برببیا ۶٫۳ کیلومترمربع مساحت و ۳٬۷۱۸ نفر جمعیت دارد و ۲۳۵ متر بالاتر از سطح دریا واقع شده‌است.